# School Aycliffe
School Aycliffe est un village du comté de Durham, en Angleterre. Il est situé dans le sud du comté, à quelques kilomètres à l'ouest de la ville de Newton Aycliffe. Administrativement, sa moitié nord constitue la paroisse civile de Newton Aycliffe avec la ville éponyme et le village d'Aycliffe Village (en), tandis que sa moitié sud est rattachée à la paroisse civile de Heighington (en).